# Mutunópolis
Mutunópolis är en kommun i Brasilien.   Den ligger i delstaten Goiás, i den centrala delen av landet, 270 km nordväst om huvudstaden Brasília. Antalet invånare är 3 842.
Omgivningarna runt Mutunópolis är huvudsakligen savann. Runt Mutunópolis är det mycket glesbefolkat, med 4 invånare per kvadratkilometer.